# Ruski formalizem
Ruski formalizem je bila literarnovedna šola, nastala okrog leta 1914 kot nasprotovanje pozitivizmu in sorodnim usmeritvam v literarni vedi. Pozornost literarne vede so od avtorja in okoliščin nastanka literarnega dela preusmerili zgolj k literarnemu delu, k iskanju njegovega bistva, t. i. literarnosti. Njihovega delovanja je bilo konec okrog leta 1930. 

## Nastanek
Ruski formalizem izhaja iz dveh lingvističnih krožkov, ustanovljenih med prvo svetovno vojno. Jedro ruske formalistične šole je bil OPOJAZ (Общество изучения поэтического языка – Društvo za preučevanje pesniškega jezika). Bil je polformalni znanstveni krožek, ki ga je leta 1914 ali 1916  v Peterburgu ustanovila skupina literarnih zgodovinarjev in teoretikov, lingvistov ter verzologov. Za manifest društva velja članek Viktorja Šklovskega Umetnost kot postopek (1916). Njegovi vidnejši člani so bili še Boris Ejhenbaum, Jurij Tinjanov in Lev Jakubinski. Drugi je bil Moskovski lingvistični krožek, ki sta ga leta 1915 ustanovila Roman Jakobson in Grigorij Vinokur. Ostali člani so bili jezikoslovec Trubeckoj in pesniki Majakovski, Pasternak in Mandelštam.

## Faze
Tomo Virk glede na metodološko osredotočenost našteva naslednje faze ruskega formalizma:
1. Funkcioniranje pesniškega jezika

V tej fazi je bil njihov namen raziskati, kako v literarnem besedilu delujejo posamezni konstrukcijski principi, kako organizirajo tekst v celoto ter kakšne so razlike med vsakdanjim in pesniškim jezikom. Osredotočali so se na problem pesniškega jezika v poeziji in ob naslonitvi na poetiko ruskega futurizma  prišli do ugotovitev o avtoreferencialnosti oziroma samonanašalnosti jezikovnega znaka v poeziji. O razlikah med praktičnim in pesniškim jezikom je v članku O glasovih pesniškega jezika (1916) pisal Lev Jakubinski in prišel do ugotovitve, da znak v poeziji ni arbitraren, saj zvenska plat besede sodoloča njen pomen. Vendar pa je bilo te ugotovitve težko potrditi v prozi, zaradi česar so ruski formalisti začeli iskati formulo literarnosti v literaturi nasploh. 
Viktor Šklovski v članku Umetnost kot postopek (1916) govori o avtomatizaciji naših zaznav v vsakdanjem življenju in postopku potujevanja, ki ga definira kot bistvo umetniškosti. Umetnost avtomatizirane predstave prikaže iz nenavadnega zornega kota in nas s tem prisili, da jih zaznamo drugače.
2. Funkcioniranje literarnih besedil

V tej fazi v ospredje stopi raziskovanje formalne strukture literarnega dela.  Raziskovali so različne načine umetniškega oblikovanja, torej nekakšne strukturne tipe oziroma formalne strukture sižejev in s tem vplivali na Proppovo razpravo Morfologija pravljice (1928). Na mesto tradicionalne dvojice fabula-vsebina Viktor Šklovski postavi dvojico fabula-siže, kjer prva pomeni zgodbo, v kateri so dogodki med seboj povezani glede na časovno zaporedje in kavzalnost, siže pa je iz gradiva, ki ga daje fabula, narejena literarna kompozicija, umetniški razpored dogodkov. 
3. Literarnorazvojni vidik

V tej fazi pride do prenosa poudarka od sinhronega vidika k diahronemu. Najvplivnejši predstavnik tega obdobja, Jurij Tinjanov, je postavil tezo, da v literarnem delu obstaja nenehen spor med vsemi njegovimi komponentami.  Literarno delo ni statično, ampak nenehno vzpostavlja hierarhijo odnosov, v katerih je en element prevladujoč – dominanta, ki pa tudi ni statična. Tinjanov govori o literarni evoluciji, stalni dinamiki, ki se ne dogaja le znotraj posameznega dela (znotrajbesedilno razmerje), ampak tudi med drugimi deli (znotrajliterarno razmerje) in tudi v razmerju med literarnimi in zunajliterarnimi dejavniki. Prav iz te interakcije se obnavljajo posamezne literarne vrste in zvrsti, vendar ne preko razvoja, temveč zamenjave sistema. Tinjanov je prepričan, da je raziskovanje literature kot sistema možno le v povezavi z drugimi sistemi, saj so spremembe v literaturi pogojene s spremembami v drugih sisetmih (gl. programski članek Jakobsona in Tinjanova Problemi preučevanja literature in jezika, 1928).
4. Zaton

Od dvajsetih let 20. stoletja naprej je bil formalizem podvržen ostri kritiki in gonji komunističnih ideologov in marksistični ideologiji podvržene uradne literarne vede, glavni očitek katere je bil, da zanemarjajo družbeno vlogo literature. Tako naj bi leto 1930 pomenilo konec Opojaza in ruske formalistične šole nasploh. Ruski formalisti so bili zaradi neprijaznih razmer prisiljeni zapustiti Sovjetsko zvezo (Jakobson), se prilagodili razmeram (Šklovski), nekatere pa je pogoltnil gulag.

## Vpliv na razvoj literarne vede
Ruski formalizem je vplival na razvoj literarne vede v Rusiji in s časovnim zamikom zaradi zapoznelih prevodov tudi svetu. V Rusiji je vplival na Bahtina, Eisensteina in Vigotskega. S svojimi zamislimi in tudi neposrednimi stiki so vplivali na Praški lingvistični krožek, francoski strukturalizem, semiotiko, dekonstrukcijo in recepcijsko estetiko. V Sovjetski zvezi sta dediščino formalistične šole kritično in selektivno prevzela moskovska in tartujska semiotična šola (Lotman, Toporov, Uspenski, Meletinski idr.)